# Торьяк (Тарн)
Торья́к (фр. и окс. Tauriac) — коммуна во Франции, находится в регионе Юг — Пиренеи. Департамент — Тарн. Входит в состав кантона Виньобль и Бастид. Округ коммуны — Альби.
Код INSEE коммуны — 81293.

## География

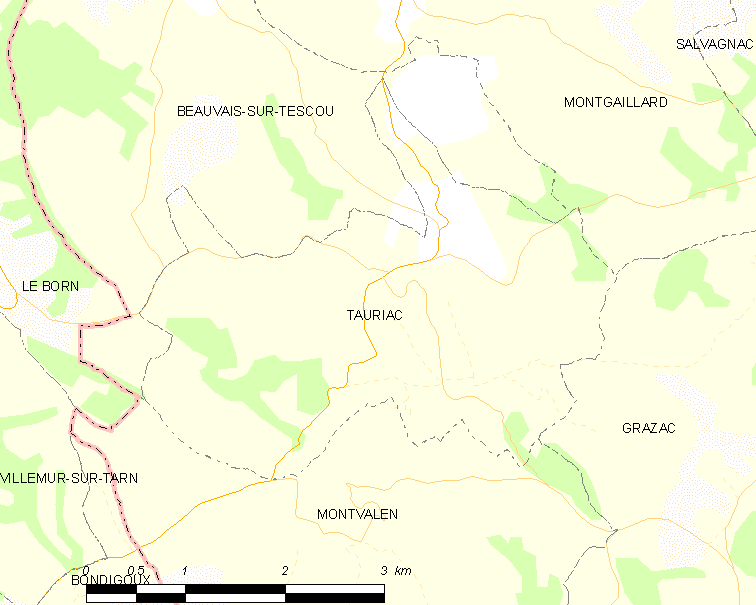
Карта коммуны

Коммуна расположена приблизительно в 560 км к югу от Парижа, в 34 км севернее Тулузы, в 45 км к западу от Альби.

## Климат
Климат умеренно-океанический. Зима мягкая и дождливая, лето жаркое с частыми грозами. Ветры довольно редки.

## Население
Население коммуны на 2010 год составляло 255 человек.
| 1962 | 1968 | 1975 | 1982 | 1990 | 1999 | 2010 |
| ---- | ---- | ---- | ---- | ---- | ---- | ---- |
| 222  | 194  | 178  | 182  | 192  | 194  | 255  |

## Экономика
В 2007 году среди 142 человек в трудоспособном возрасте (15—64 лет) 119 были экономически активными, 23 — неактивными (показатель активности — 83,8 %, в 1999 году было 75,9 %). Из 119 активных работали 110 человек (61 мужчина и 49 женщин), безработных было 9 (7 мужчин и 2 женщины). Среди 23 неактивных 6 человек были учениками или студентами, 12 — пенсионерами, 5 были неактивными по другим причинам.